# Torneio Internacional Zé Dú
O torneio internacional de hóquei em patins visa homenagear o Presidente da República de Angola, José Eduardo dos Santos.

## Lista de Vencedores
| Ed. | Ano  | Campeão              | Finalista                 |
| --- | ---- | -------------------- | ------------------------- |
| 15  | 2016 | 1ºAgosto             | Académica de Luanda       |
| 14  | 2015 | S.L.Benfica (Sub 20) | 1ºAgosto (Sub 23)         |
| 13  | 2014 | Académica de Luanda  | Juventude de Viana        |
| 12  | 2013 | Selecção de Angola   | Liceo da Corunha          |
| 11  | 2012 | Selecção de Angola   | Selecção de Moçambique    |
| 10  | 2011 | Selecção Mundial     | Candelária SC             |
| 9   | 2010 | Juventude de Viana   | Liceo da Corunha          |
| 8   | 2009 | Liceu de la Coruña   | S.L.Benfica               |
| 7   | 2008 | S.L.Benfica          | Juventude de Viana        |
| 6   | 2007 | Juventude de Viana   | Selecção sub 20           |
| 5   | 2006 | Liceu de la Coruña   | Selecção de Angola        |
| 4   | 2005 | Juventude de Viana   | Selecção de Angola        |
| 3   | 2004 | Juventude de Viana   | Clube Português do Recife |
| 2   | 2003 | Selecção de Angola   | Misto do Porto            |
| 1   | 1994 | Juventude de Viana   | Clube Português do Recife |

## Ligações Externas
- rinkhockey
- Angola Press
- FAP